# ينس ليندمان
ينس ليندمان هو بواق كندي، ولد في 1966 في باينه في ألمانيا.

## وصلات خارجية
- ينس ليندمان على موقع ميوزك برينز (الإنجليزية)
- ينس ليندمان على موقع ديسكوغز (الإنجليزية)